# Odratzheim
Odratzheim é uma comuna francesa na região administrativa de Grande Leste, no departamento Baixo Reno. Estende-se por uma área de 1,54 km². Em 2010 a comuna tinha 516 habitantes (densidade: 335,1 hab./km²).